# Verkeersborden in België - Serie A: Gevaarsborden
Verkeersborden zoals gedefinieerd in Titel III Hoofdstuk II van het Belgische Koninklijk Besluit van 1 december 1975 van het algemeen reglement op de politie van het wegverkeer en van het gebruik van de openbare weg. (B.S. 09.12.1975) - Serie A.

## A. Gevaarsborden

A1a: Gevaarlijke bocht naar links.
A1b: Gevaarlijke bocht naar rechts.
A1c: Dubbele bocht of meer dan twee bochten, de eerste naar links.
A1d: Dubbele bocht of meer dan twee bochten, de eerste naar rechts.
A3: Gevaarlijke daling (min. 7%).
A5: Steile helling (min. 7%).
A7a: Rijbaanversmalling.
A7b: Rijbaanversmalling langs links.
A9: Beweegbare brug.
A11: Uitweg op een kaai of oever.
A13: Overdwarse uitholling of ezelsrug.
A14: Verhoogde inrichting(en).
A15: Glibberige rijbaan (slipgevaar).
A17: Kiezelprojectie.
A19: Vallende stenen.
A21: Oversteekplaats voor voetgangers.
A23: Plaats waar speciaal veel kinderen komen.
A25: Oversteekplaats voor fietsers en bestuurders van tweewielige bromfietsen of plaats waar die bestuurders van een fietspad op de rijbaan komen.
A27: Doortocht van groot wild.
A29: Doortocht van vee.
A31: Werken.
A33: Verkeerslichten.
A35: Overtocht van vliegtuigen op geringe hoogte.
A37: Zijwind.
A39: Verkeer toegelaten in twee richtingen na een gedeelte van de rijbaan met eenrichtingsverkeer.
A41: Overweg met slagbomen.
A43: Overweg zonder slagbomen.
A45: Overweg voor enkel spoor.
A47: Overweg voor twee of meer sporen.
A49: Kruising van een openbare weg door een of meer in de rijbaan aangelegde sporen.
A50: File
A51: Gevaar dat niet door een speciaal symbool wordt bepaald. Een onderbord duidt de aard van het gevaar aan.

### Gebruikte onderborden

Type Ia: Onderbord gebruikt om een afstand groter of kleiner dan de standaard 150m tot het gevaar aan te duiden
Type II: Onderbord gebruikt om de lengte van een gevaarlijk gedeelte van de openbare weg aan te duiden
Type III: Onderbord gebruikt samen met A15 om te duiden in welke omstandigheden de weg glibberig is. Ander mogelijke opschriften zijn "bij nat wegdek", "bladerval" ...
Type III: Onderbord gebruikt samen met A51 om de aard van het gevaar aan te duiden. Ander mogelijke opschriften zijn "spoorvorming", "mist", "zachte berm", "steengroeve" ...
Type IX: Onderbord gebruikt samen met A7 om te duiden dat de rijbaanversmalling de omvang van een rijstrook heeft. Mogen evenwel vervangen worden door het bord F97 alleen geplaatst

A: Gevaarsborden · 
B: Voorrangsborden · 
C: Verbodsborden · 
D: Gebodsborden · 
E: Parkeren- en stilstaanborden · 
F: Aanwijzingsborden

Onderborden